# Harry Vanda
Harry Vanda, nato Johannes Hendricus Jacob van den Berg (Voorburg, 22 marzo 1946), è un chitarrista, produttore discografico e paroliere olandese naturalizzato australiano.

## Biografia
Assieme a Wright e George Young forma gli Easybeats nel 1964; si distingue insieme a George per la sua bravura nel suonare, essa si nota soprattutto nel brano "Friday on my mind" dove insieme a Young si destreggia nel fare in un riff di alto livello che sembra fatto a una sola chitarra data la bravura dei due chitarristi. Quando la band si sciolse si trasferì a Londra con il suo amico George e lì formò un altro gruppo che ottenne un discreto successo in America ma abbandonò anche questa avventura che sembrava essere promettente. Insieme a George ha prodotto alcuni dischi della band dei fratelli minori di Young (Angus e Malcolm): gli AC/DC.

## Canzoni scritte da Vanda e Young
- Friday On My Mind - The Easybeats, David Bowie, London, Gary Moore (1987), Richard Thompson
- Good Times - The Easybeats, INXS & Jimmy Barnes (1986)
- Evie, Parts 1, 2 & 3 - Stevie Wright (1974), Pat Travers Band (1978), The Wrights (2004), Suzi Quatro
- Hard Road - Stevie Wright, Rod Stewart
- Black Eyed Bruiser - Stevie Wright (1975), Rose Tattoo (2007)
- Love is in the Air - John Paul Young (1978)/(1992)
- Standing In The Rain - John Paul Young (1976)
- I Hate The Music - John Paul Young (1976)
- Yesterday's Hero - John Paul Young (1975), Bay City Rollers (1976)
- Down Among the Dead Men - Flash and the Pan (1978)
- Hey St Peter - Flash and the Pan 1976
- Walking in the Rain - Flash and the Pan, Grace Jones
- Waiting for a Train - Flash and the Pan
- Midnight Man - Flash and the Pan
- Runnin' for the Red Light (I Gotta Life) - Meat Loaf
- Show No Mercy - Mark Williams (1990)